# Sikorsky S-70
Sikorsky S-70 är en medeltung helikopter tillverkad av den amerikanska helikoptertillverkaren Sikorsky. Helikoptern utvecklades för amerikanska armén under 1970-talet, i syfte att ersätta UH-1 Iroquois. Helikoptern fick senare av amerikanska armén, beteckningen UH-60 Black Hawk UH-60 (utility helicopter 60). Helikoptern kanske är mest känd under namnet Black Hawk, men finns i ett flertal versioner, både civila och militära. Inom svenska Försvarsmakten benämns modellen Helikopter 16 och inom amerikanska försvaret H-60, civilt och för export benämns modellen S-70.

## Varianter

### H-60
H-60-finns finns i en rad olika versioner, som betecknas med ett bokstavssuffix efter "60". Allt eftersom helikoptern utvecklades och fick ny/bättre utrustning så gav man den en ny bokstav. UH-60A vilken är den första varianten, och den senaste är UH-60M. UH-60, som används av US Army för transportuppdrag, är inte den enda varianten i xH-60 familjen. Övriga varianter (grov uppdelning), som får ett annat bokstavsprefix beroende på andra uppgifter är:
- AH-60 Arpía III/Black Hawk: exportvariant för Colombia samt Australien.
- CH-60: föreslagen variant, som skulle användas av US Marine Corps för transport.
- EH-60 Black Hawk: används för elektronisk krigföring.
- UH-60 Blackhawk: Ursprungliga versionen.
- SH-60 Seahawk: Amerikanska flottans modell för sjö och flygräddning, havsövervakning och ubåtsjakt.
- HH-60 Pavehawk: amerikanska flygvapnets modell för flygräddning.
- MH-60 Knighthawk: Variant för Amerikanska flottan.
- CH-60E: Föreslagen variant för Marinkåren.
- HH-60 Jayhawk: Variant för USA:s kustbevakning, havsövervakning och sjöräddning.
- VH-60 White Hawk: VIP transporter
- VH-60A White Hawk: Modell för transport av USA:s president av HMX-1 i USA:s marinkår, senare ombyggd till VH-60N.
- VH-60N White Hawk: Modell för transport av USA:s president av HMX-1 i USA:s marinkår

### S-70
Sikorskys namn för H-60/S-70 är S-70 Blackhawk

#### Blackhawk
- S-70A Black Hawk: Militär version för export samt civila modeller.
  - S-70A Firehawk:  Modell för brandbekämpning.
  - S-70A-1 Desert Hawk: Exportversion för Saudiarabiens armé.
  - S-70A-L1 Desert Hawk: Sjukvårdshelikopter för Saudiarabien.
  - S-70-5 Black Hawk: Exportversion för Filippinernas flygvapen.
  - S-70A-9 Black Hawk: Exportversion för Australiens armé.
  - S-70-11 Black Hawk: Exportversion för Jordaniens flygvapen.
  - S-70-12 Black Hawk: räddningshelikopter för Japans försvarsmakt. Även känd som UH-60J.
  - S-70-14 Black Hawk: Exportversion för Brunei.
  - S-70-16 Black Hawk: Testrigg för Rolls-Royce/Turbomeca RTM 332.
  - S-70-17 Black Hawk: Export version för Turkiet.
  - Sikorsky/Westland S-70-19 Black Hawk: Version byggd på licens av Westland i Storbritannien. Även känd som WS-70.
  - S-70-21 Black Hawk: Exportversion för Egypten.
  - S-70-24 Black Hawk: Exportversion för Mexiko.
  - S-70-26 Black Hawk: Exportversion för Marocko.
  - S-70-27 Black Hawk: Exportversion för Hongkong.
  - S-70A-42 Black Hawk: Exportversion för Österrike.

#### Seahawk
- S-70B Seahawk: Marinmodell för exportmarknaden.
  - S-70B-1 Seahawk: ASW version för Spanska flottan. Utrustad med LAMPS(Light Airbone Multipurpose System)
  - S-70B-2 Seahawk: ASW version för Australiens flotta, liknande modell som SH-60B Seahawk för US Navy.
  - S-70B-3 Seahawk: ASW version för the Japanska flottan. Även känd som SH-60J, Japan har beställt 101 helikoptrar, med leveransstart 1991.
  - S-70B-6 Aegean Hawk: Grekisk militärvariant, som är en blandning av SH-60B och F modellen.
  - S-70B-7 Seahawk: Version för Thailands flotta.
  - S-70A (N) Naval Hawk: Marin version som kombinerar S-70A Black Hawk and S-70B Seahawk.

#### Oceanhawk
- S-70C Seahawk: Export version av SH-60F Ocean Hawk, inklusive civil version för brandbekämpning.
  - S-70C Firehawk: Commercial variant
  - S-70C-2 Black Hawk: Räddningsversion för Brunei och Taiwan.
  - S-70C(M)-1 Super Blue Hawk: Exportmodell för Taiwans försvar.
  - S-70C(M)-2 Super Blue Hawk: Exportmodell för Taiwans försvar.

#### Galleri

widths=200
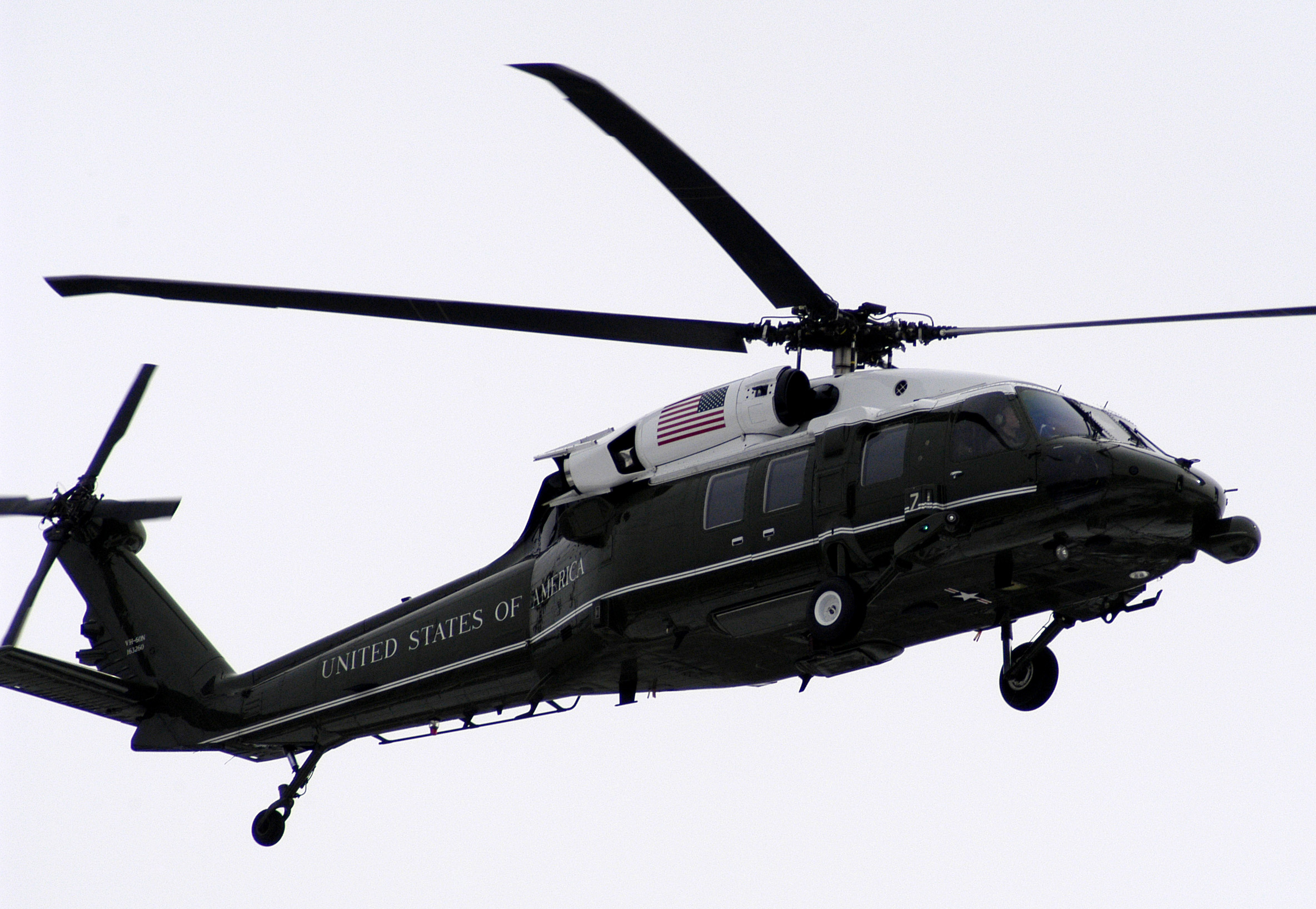
VH-60N (Marine One)
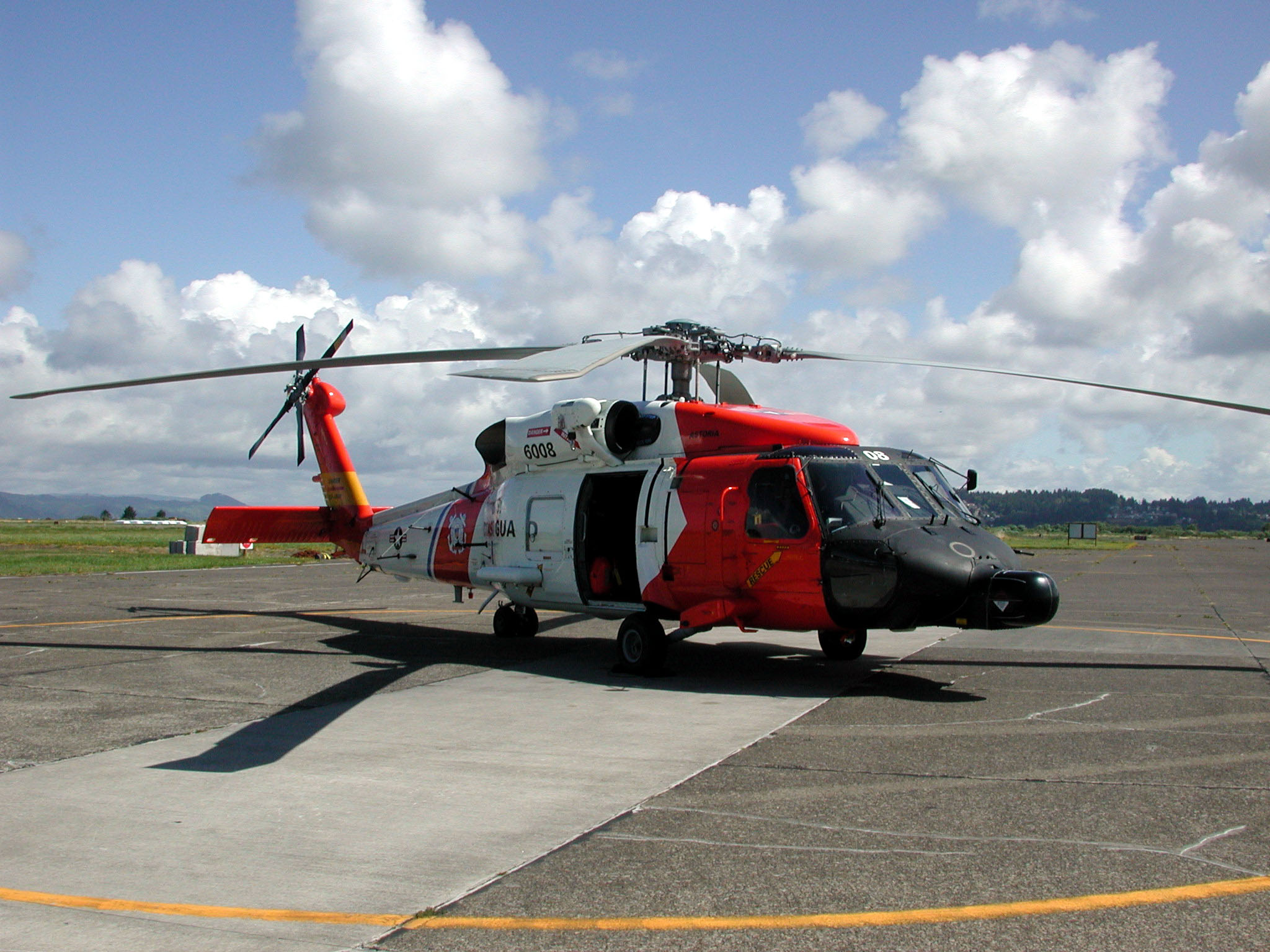
HH-60J JayHawk från USA:s kustbevakning.
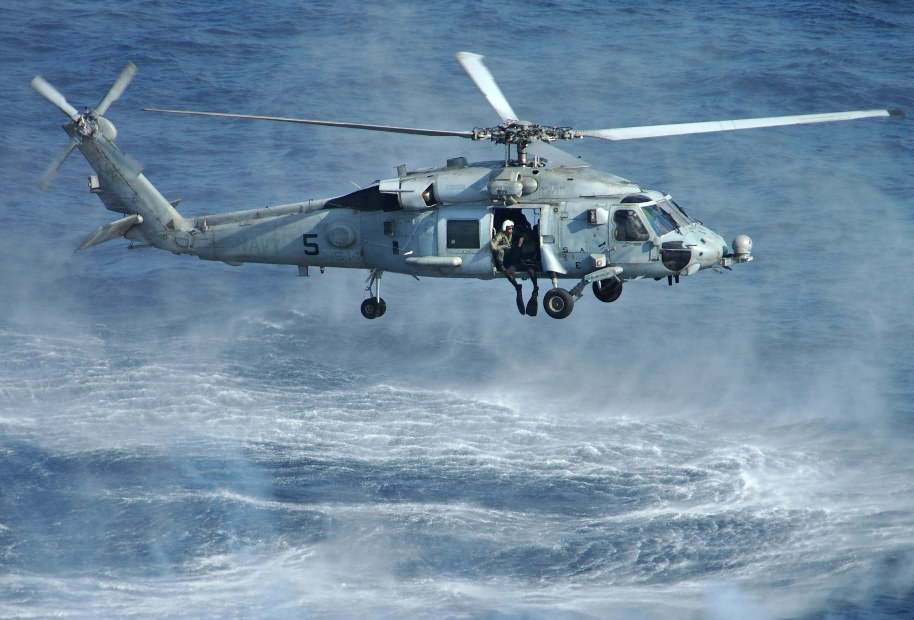
En HH-60H Seahawk hovrar över Stilla Havet, 8 mars 2005.
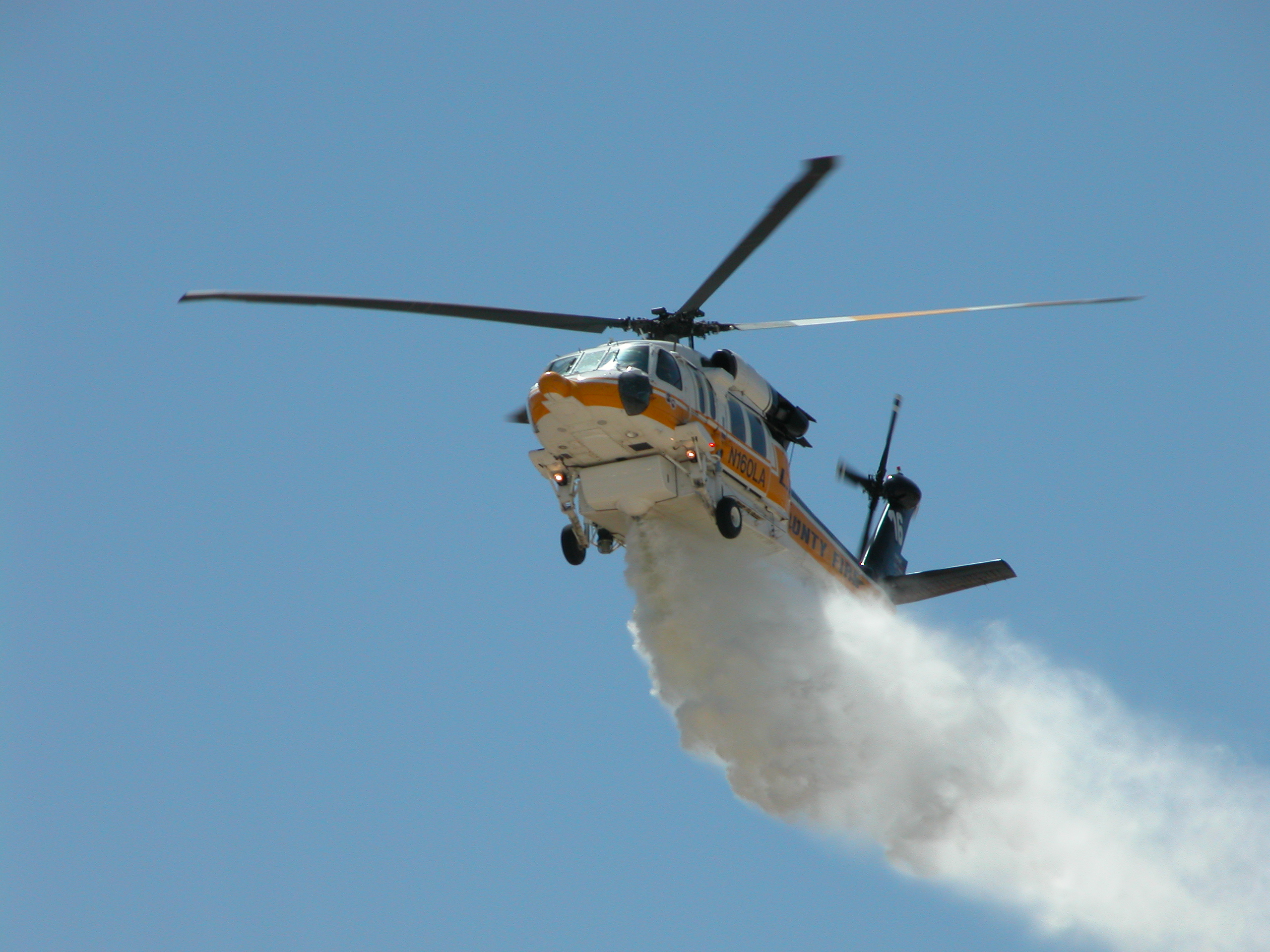
S-70A Firehawk tillhörande räddningstjänsten i Los Angles county.
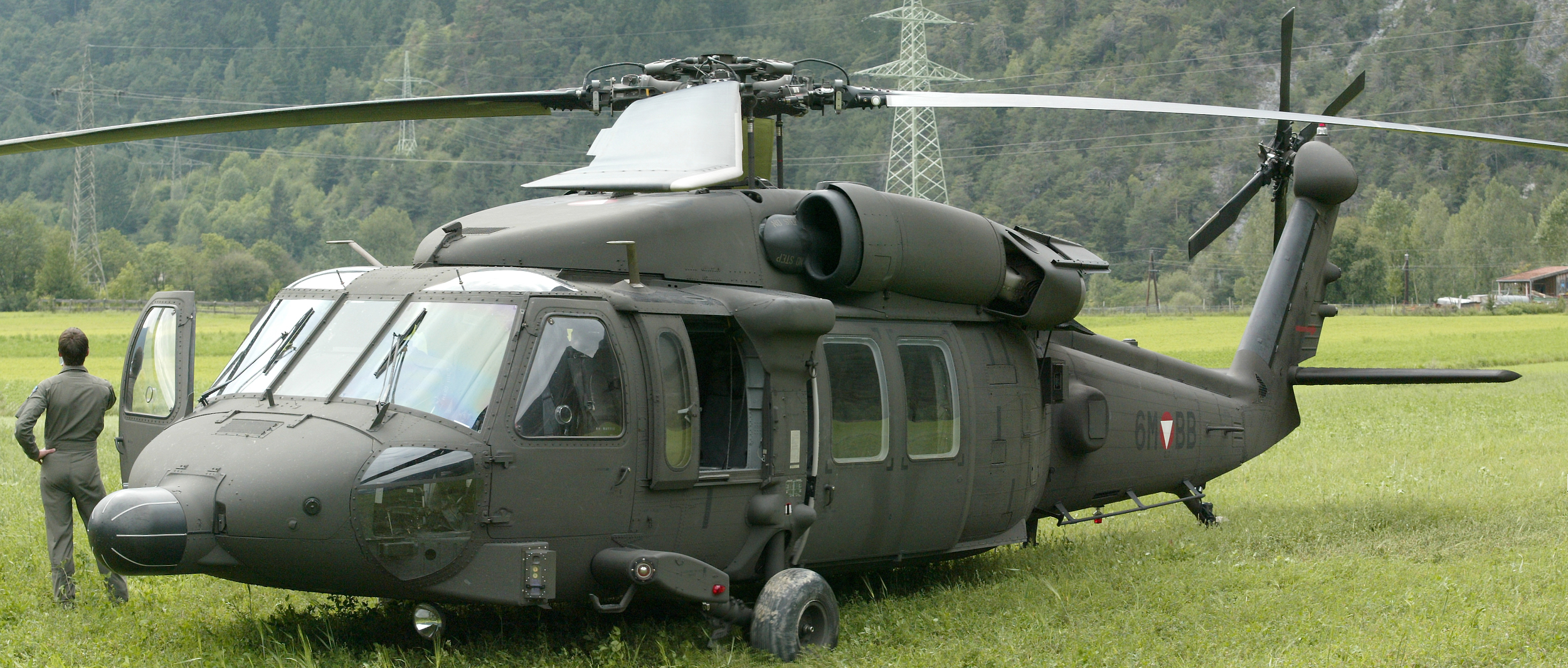
S-70 tillhörande Österrikes armé